# Ani (írnok)
Ani ókori egyiptomi írnok volt. Ehnaton fáraó udvarához tartozott. Sírja, az EA23 az amarnai sziklasírok déli csoportjában található; 1891-ben tárták fel.
Ani címei többek közt: Királyi írnok; Aton áldozati asztalának írnoka; Aaheperuré birtokának háznagya. Amarnai sírja egyszerű kialakítású, a többi itteni sírhoz hasonlóan kelet-nyugati tájolású. Bejárata előtt verandát alakítottak ki, oldalfalaiban emléktáblákat helyeztek el. A homlokzatot kétoldalt Aton, Ehnaton és Nofertiti kártusa díszíti, az ajtó fölött a királyi család imádkozik. A bejárati folyosó díszítése egyszerű, a sír tulajdonosát ábrázolja sárga alapon piros festéssel, imaszövegekkel; jobboldalt a sír belseje, baloldalt a kijárat felé fordul. Ezt követi a csarnok, mely nagyrészt díszítetlen, csak felül fut végig egy párkány. A bejárattal szemközt nyílik a szentély, ez alatt található a sírkamra, melynek lejárata az előcsarnok padlójábóból nyílik. A szentélyben Aninak a sziklából kifaragott szobra ül, a falfestmények baloldalt az áldozati asztal előtt ülő írnokot ábrázolják egy szolgájával, Merirével; jobboldalt feleségével ábrázolják, akinek a neve nem maradt fenn.